# Codex Bezae
O Codex Bezae (ou Códice de Beza), também conhecido como Manuscrito 'D', pertence, provavelmente, ao século VI. Recebeu este nome por ter sido descoberto pelo teólogo francês Theodore Beza. É um manuscrito bilíngüe: grego à esquerda e latim à direita, com pouca relação entre os conteúdos grafados em grego e em latim. A versão latina é ocidental e sofreu influências siríacas. Possui somente os quatro evangelhos e o livro de Atos dos Apóstolos. Notam-se várias lacunas textuais, principalmente no evangelho de Lucas; além de algumas adições, no livro de Atos. Atualmente encontra-se na Biblioteca de Cambridge.